# UCI ProSeries 2025
Die UCI ProSeries 2025 ist die sechste Austragung des zur Saison 2020 vom Weltradsportverband UCI für Männer eingeführten Straßenradsport-Kalenders unterhalb der UCI WorldTour. Insgesamt ist geplant, 58 Wettbewerbe vom 5. Februar bis 19. Oktober 2025 auszutragen; davon 35 Eintagesrennen und 23 Etappenrennen. Auf dem Terminkalender stehen Rennen in Europa, Amerika und Asien.
An den einzelnen Rennen können neben UCI ProTeams auch die höchste Kategorie der UCI-registrierten Radsportteams, die UCI WorldTeams, teilnehmen sowie UCI Continental Teams, UCI Cyclo-Cross Professional Teams und Nationalteams eingeladen werden.

## Rennen
| Datum                      | Rennen                              | Sieger                                             |
| -------------------------- | ----------------------------------- | -------------------------------------------------- |
| 5. – 9. Februar            | Volta a la Comunitat Valenciana     | Santiago Buitrago (Bahrain Victorious)             |
| 8. – 12. Februar           | Tour of Oman                        | Adam Yates (UAE Team Emirates)                     |
| 16. Februar                | Clásica de Almería                  | Milan Fretin (Cofidis)                             |
| 16. Februar                | Figueira Champions Classic          | Antonio Morgado (UAE Team Emirates)                |
| 19. – 23. Februar          | Algarve-Rundfahrt                   | Jonas Vingegaard (Team Visma-Lease a Bike)         |
| 19. – 23. Februar          | Andalusien-Rundfahrt                | Pavel Sivakov (UAE Team Emirates)                  |
| 1. März                    | Faun-Ardèche Classic                | Roman Grégoire (Groupama-FDJ)                      |
| 2. März                    | Faun Drôme Classic                  | Juan Ayuso (UAE Team Emirates)                     |
| 2. März                    | Kuurne-Bruxelles-Kuurne             | Jasper Philipsen (Alpecin-Deceuninck)              |
| 5. März                    | Trofeo Laigueglia                   | Juan Ayuso (UAE Team Emirates)                     |
| 19. März                   | Nokere Koerse                       | Nils Eekhoff (Team Picnic PostNL)                  |
| 19. März                   | Mailand-Turin                       | Isaac Del Toro (UAE Team Emirates)                 |
| 20. März                   | Grand Prix de Denain                | Matthew Brennan (Team Visma-Lease a Bike)          |
| 20. März                   | Bredene Koksijde Classic            | Edward Theuns (Lidl-Trek)                          |
| 5. April                   | Gran Premio Miguel Induráin         | Thibau Nys (Lidl-Trek)                             |
| 7. – 11. April             | Tour of Hainan                      | Kyrylo Tsarenko (Solution Tech-Vini Fantini)       |
| 9. April                   | Scheldeprijs                        | Tim Merlier (Soudal Quick-Step)                    |
| 18. April                  | Pfeil von Brabant                   | Remco Evenepoel (Soudal Quick-Step)                |
| 21. – 25. April            | Tour of the Alps                    | Michael Storer (Tudor Pro Cycling Team)            |
| 27. April – 4. Mai         | Presidential Cycling Tour of Turkey | Wout Poels (XDS Astana Team)                       |
| 10. Mai                    | Grand Prix du Morbihan              | Benoît Cosnefroy (Decathlon AG2R La Mondiale Team) |
| 11. Mai                    | Tro-Bro Léon                        | Bastien Tronchon (Decathlon AG2R La Mondiale Team) |
| 13. Mai                    | Classique Dunkerque                 | Pascal Ackermann (Israel-Premier Tech)             |
| 14. – 18. Mai 2024         | Tour de Hongrie                     | Harold Martín López (XDS Astana Team)              |
| 14. – 18. Mai              | 4 Jours de Dunkerque                | Samuel Watson (Team Visma-Lease a Bike)            |
| 29. Mai – 1. Juni          | Boucles de la Mayenne               | Aaron Gate (XDS Astana Team)                       |
| 29. Mai – 1. Juni          | Tour of Norway                      | Matthew Brennan (Team Visma-Lease a Bike)          |
| 4. – 8. Juni               | Tour of Slovenia                    | Anders Halland Johannessen (Uno-X Mobility)        |
| 8. Juni                    | Brussels Cycling Classic            | Tim Merlier (Soudal Quick-Step)                    |
| 14. Juni                   | Dwars door het Hageland             |                                                    |
| 17. Juni                   | CIC-Mont Ventoux                    |                                                    |
| 18. – 22. Juni             | Belgien-Rundfahrt                   |                                                    |
| 6. – 13. Juli              | Tour of Qinghai Lake                |                                                    |
| 26. – 30. Juli             | Tour de Wallonie                    |                                                    |
| 5. – 9. August             | Vuelta a Burgos                     |                                                    |
| 7. – 10. August            | Arctic Race of Norway               |                                                    |
| 12. – 16. August           | Dänemark-Rundfahrt                  |                                                    |
| 15. August                 | Circuit Franco-Belge                |                                                    |
| 20. – 24. August           | Deutschland Tour                    |                                                    |
| 5. September               | Maryland Cycling Classic            |                                                    |
| 2. – 7. September          | Tour of Britain                     |                                                    |
| 7. September               | Gran Premio Industria & Artigianato |                                                    |
| 11. September              | Coppa Sabatini                      |                                                    |
| 14. September              | GP Fourmies                         |                                                    |
| 17. September              | Grand Prix de Wallonie              |                                                    |
| 17. – 21. September        | Luxemburg-Rundfahrt                 |                                                    |
| 20. September              | SUPER 8 Classic                     |                                                    |
| 28. September – 5. Oktober | Tour de Langkawi                    |                                                    |
| 3. Oktober                 | Sparkassen Münsterland Giro         |                                                    |
| 4. Oktober                 | Giro dell’Emilia                    |                                                    |
| 6. Oktober                 | Coppa Bernocchi                     |                                                    |
| 7. Oktober                 | Tre Valli Varesine                  |                                                    |
| 9. Oktober                 | Gran Piemonte                       |                                                    |
| 9. – 12. Oktober           | Tour of Taihu Lake                  |                                                    |
| 12. Oktober                | Paris-Tours                         |                                                    |
| 15. Oktober                | Giro del Veneto                     |                                                    |
| 19. Oktober                | Veneto Classic                      |                                                    |
| 19. Oktober                | Japan Cup                           |                                                    |